# Amroha (Distrikt)
Der Distrikt Amroha (Hindi अमरोहा ज़िला; Urdu ضلع امروہہ), bis 2012 Distrikt Jyotiba Phule Nagar (Hindi योतिबा फुले नगर), ist ein Verwaltungsdistrikt im nordindischen Bundesstaat Uttar Pradesh.
Der Distrikt befindet sich in der nordindischen Ebene südsüdöstlich der Bundeshauptstadt Neu-Delhi. Er erstreckt sich über eine Fläche von 2449 km² (nach anderen Angaben 2270 km²). Die Hauptstadt ist Amroha. Der Ganges bildet die Westgrenze des Distrikts.

## Geschichte
Der Distrikt wurde am 24. April 1997 durch Herauslösung aus dem Distrikt Moradabad gebildet und erhielt auf Veranlassung der damaligen Chief Ministerin von Uttar Pradesh, Mayawati, den Namen Distrikt Jyotiba Phule Nagar, nach einem Politiker ihrer Bahujan Samaj Party. Am 23. Juli 2012 wurde der Distrikt durch den Chief Minister Akhilesh Yadav (Samajwadi Party) in Distrikt Amroha, nach der größten Stadt des Distrikts, umbenannt.
Die Einwohnerzahl betrug beim Zensus 2011 1.840.221. Im Jahr 2001 waren es noch 1.499.068. Das Geschlechterverhältnis lag bei 910 Frauen auf 1000 Männer. Die Alphabetisierungsrate lag bei 63,84 % (74,54 % unter Männern, 52,10 % unter Frauen).
58,44 % der Bevölkerung waren Anhänger des Hinduismus und 40,78 % Muslime.

## Verwaltungsgliederung

### Tehsils
Der Distrikt ist in 3 Tehsils gegliedert:
- Amroha
- Hasanpur
- Dhanaura

### Kommunale Selbstverwaltungen
Im Distrikt gibt es 4 Nagar Palika Parishads:
- Amroha
- Bachhraon
- Dhanaura
- Hasanpur